# Foramen mastoïdien
Le foramen mastoïdien (ou canal mastoïdien ou trou mastoïdien) est un canal osseux creusé dans la partie pétreuse l'os temporal.

## Structure
Le foramen mastoïdien nait sur la face exocrânienne en arrière du processus mastoïdien à proximité de la partie moyenne de la suture occipito-temporale.
Il s'ouvre  sur la face endocrânienne dans le sillon du sinus sigmoïde.
L'ouverture du foramen mastoïdien est en moyenne à 18 mm de l'astérion et à environ 34 mm du méat auditif externe. Il est généralement très étroit environ 2 mm de diamètre.
Il transmet une veine émissaire entre le sinus sigmoïde et le plexus veineux sous-occipital, et une petite branche de l'artère occipitale, l'artère méningée postérieure à la dure-mère.

### Variation
La position et la taille de ce foramen sont très variables,.
Il n'est pas toujours présent,.
Parfois, il est dupliqué d'un côté ou des deux côtés.
Il peut être situé dans l'os occipital, ou dans la suture entre l'os temporal et l'os occipital.

## Anatomie fonctionnelle
Le foramen mastoïdien permet le passage d'une veine émissaire entre le sinus sigmoïde et le plexus veineux suboccipital.